# Nottoway (Virginie)
Pour les articles homonymes, voir Nottoway.
Nottoway ou Nottoway Court House est une census-designated place située en Virginie, aux États-Unis. C’est le siège du comté de Nottoway. Lors du recensement de 2010, sa population s’élevait à 84 habitants.

## Source
- (en) Cet article est partiellement ou en totalité issu de l’article de Wikipédia en anglais intitulé « Nottoway, Virginia » (voir la liste des auteurs).